# Atribut adverbial
Atributul adverbial este un atribut exprimat printr-un adverb sau printr-o locuțiune adverbială.
Exemple:
- Să vedem ce ne aduce ziua de mâine.
- Copiii de-afară fac o hărmălaie de nedescris.
- Acele concerte din când în când erau singura distracție pe care mi-o permiteam.